# Голокриновые железы

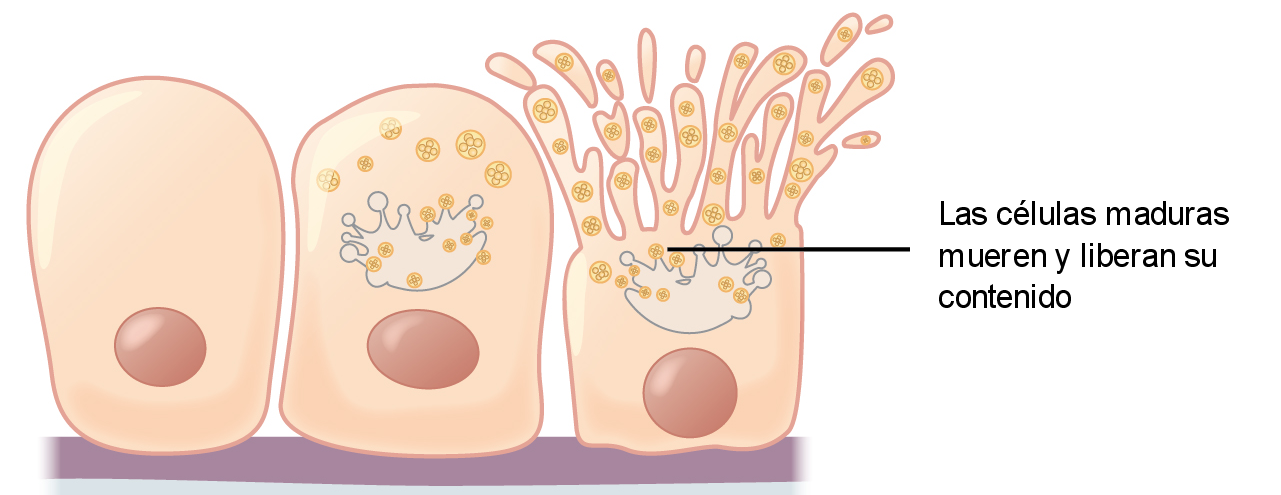
Строение клеток голокриновой железы

Голокриновые железы — железы, клетки которых в ходе секреции полностью разрушаются и все их содержимое превращается в секрет. В голокриновых железах постоянно присутствует слой малодифференцированных клеток, которые постоянно размножаются, за счет них и происходит пополнение убыли клеток. Примером голокриновой железы служит сальная железа кожи. Предполагают, что деление клеток и способность клеток сальных желез образовывать жир являются независимыми процессами. В копчиковой железе птиц голокринная секреция реализуется главным образом посредством апоптоза.